# 機器老男孩
《機器老男孩》（ROBO-G）為2012年1月14日上映的日本電影。

## 概要
本作為電器機械公司的工程師讓一位老人演出機器人的瘋狂喜劇。導演為導過『夢想起飛：菜鳥空姐的處女航』的矢口史靖。主角則為『日輪の遺産』的ミッキー・カーチス，他本人在本作中則以五十嵐信次郎名義演出。
宣傳詞為「不會變型。不能戰鬥。也無法工作。這樣的機器人竟然被日本全國所愛上--。」。

## 故事大綱
弱小家電公司「木村電器」的3名工程師、為了能夠在機器人博覽會中打廣告，因此被公司社長命令要開發出步行機。但在發表的前一週3人所開發的「新海風」機器人卻因故而嚴重毀損。因此3人只好召募扮演機器人的人。在一次徵選會中，因為退休而無所事事的73歲老人‧鈴木重光參加徵選卻落選，但因為原先被選中的人無法繼續演出而因此被選上。雖然鈴木是個做事慎重的人、卻因為在博覽會上一個意外的舉動而因此讓機器人大受歡迎並且因此為他帶來重大的影響。

## 演員
- 五十嵐信次郎（ミッキー・カーチス） 饰演 鈴木重光（扮演機器人的老人）：陳宗岳(中文配音)
- 吉高由里子 饰演 佐々木葉子（機器人宅的女大学生。為「新海風」著迷）：陳貞伃(中文配音)

- 濱田岳 饰演 小林弘樹（「木村電器」工程師）
- 川合正悟（チャン・カワイ（Wエンジン）） 饰演 太田浩次（「木村電器」工程師）：馬伯強(中文配音)
- 川島潤哉 饰演 長井信也（「木村電器」工程師）
- 田畑智子 饰演 伊丹弥生（採訪「新海風」的電視台記者）：錢欣郁(中文配音)
- 和久井映見 饰演 齊藤春江（重光的女兒）：錢欣郁(中文配音)
- 小野武彦 饰演 木村宗佑（「木村電器」社長）：吳東原(中文配音)
- 田邊誠一
- 西田尚美
- 田中要次
- 森下能幸
- 古川雄輝
- 高橋春留奈
- 大窪人衛
- 今井隆文
- 三浦圭祐
- 安田聖愛
- 星野亞門
- 竹井亮介
- 藤本静
- 細川洋平
- 大久保綾乃
- 遊木康剛
- 徳井優
- 菅原大吉
- 大石吾朗
- 竹中直人

## 工作人員
- 導演・劇本：矢口史靖
- 管理製作人:桝井省志
- 企画:石原隆、市川南、阿比留一彦、小形雄二
- 企画協力：佐々木芳野
- 製作：亀山千広、新坂純一、寺田篤
- 製作人：稲葉直人、堀川慎太郎、土本貴生
- 攝影：柳島克己
- 美術：新田隆之
- 裝飾：秋田谷宣博
- 錄音：郡弘道
- 照明：長田達也
- 編集：宮島竜治
- 角色安排：南谷夢
- 企畫製作人：前村祐子
- 製作擔當：花岡佐知子
- 助理導演：山口晃二
- 機器人設定：清水剛

## 機器人協助
- テムザック - PRロボット、テムザックIV、ロボリア、番龍、ロデム
- ヴイストン - ヴイストン・ティクノ、オムニゼロ.9、オムニゼロ.7、アルクノン?、ロボピー・ナノ
- 村田製作所 - ムラタセイサク君、ムラタセイコちゃん
- 安川電機 - スマートパルV、モートマンSDA10
- 產業技術綜合研究所/川田工業 - HRP-2プロメテ、ネクステージ
- 理化学研究所/東海ゴム工業 - リーバ
- グラフィックパワー/エルエルパレス/通天閣観光 - 通天閣ロボ

## 音樂
- 原聲帶：ミッキー吉野
- 主題歌：五十嵐信次郎與シルバー人材センター「MR.ROBOTO」

## 外景地
- 福岡縣北九州市 - 大部份的外景[1]。
- 山口縣下關市[2]

## 備註
1. ↑  「讓日常生活變有趣吧」在西日本工大舉辦談話秀ー 全面北九州外景・電影「機器老男孩」矢口導演等 （页面存档备份，存于） - 西日本新聞（2011年12月2日）
2. ↑  「撮影、從1月開始在北九州及下關進行、不過因為下雪而相當冷。」 （页面存档备份，存于） - 映画.com（2011年7月1日）

## 外部連結
- 官方网站